# Dème de Fálanthos
Le dème de Fálanthos, en grec moderne : Δήμος Φαλάνθου / Dímos Falánthou, est un ancien dème du  district régional d’Arcadie, en Grèce. Depuis 2010, il est fusionné au sein du dème de Tripoli.
Selon le recensement de 2011, la population du dème compte 402 habitants.